# Gare de Shinjō
Pour les articles homonymes, voir shinjō.
La gare de Shinjō (新庄駅, Shinjō-eki) est une gare ferroviaire de la ville de Shinjō, dans la préfecture de Yamagata au Japon.

## Situation ferroviaire
La gare est située au point kilométrique (PK) 126,9 de la ligne principale Ōu. Elle marque le début de la ligne Rikuu Ouest et la fin des lignes Shinkansen Yamagata et Rikuu Est.

## Histoire
Inaugurée le 11 juin 1903, la gare est depuis le 4 décembre 1999 le terminus de la ligne Shinkansen Yamagata.

## Service des voyageurs

### Accueil
La gare dispose d'un bâtiment voyageurs, avec guichets, ouvert tous les jours.

### Desserte
- Ligne Shinkansen Yamagata :
  - voies 1 et 2 : direction Yamagata, Fukushima et Tokyo

- Ligne principale Ōu :
  - voies 1 et 2 : direction Yamagata
  - voie 4 : direction Ōmagari

- Ligne Rikuu Ouest :
  - voie 3 : direction Amarume et Sakata

- Ligne Rikuu Est :
  - voie 5 : direction Naruko-Onsen et Kogota